# NGC 5758
NGC 5758 é uma galáxia elíptica (E-S0) localizada na direcção da constelação de Boötes. Possui uma declinação de +13° 40' 04" e uma ascensão recta de 14 horas, 47 minutos e 02,1 segundos.
A galáxia NGC 5758 foi descoberta em 6 de Junho de 1886 por Lewis A. Swift.